# Crataegus monogyna
Aubépine monogyne
Espèce
Classification phylogénétique
Statut de conservation UICN

 LC  : Préoccupation mineure
L'Aubépine monogyne, aussi appelée Aubépine à un style (Crataegus monogyna), est une espèce de plantes à fleurs du genre Crataegus et de la famille des Rosaceae.

## Étymologie
L'épithète monogyna provient du grec μόνος - monos, "seul, unique", et γυνή, génitif γυναικός - gunê, gunaikos, "femme", ici « à un seul ovaire » ou « à un seul style »).
Les différents dialectes occitans la nomment couramment Aubespin ou Albespin, avec néanmoins des divergences d'une région à une autre[réf. souhaitée].
En breton, l'Aubépine monogyne se nomme spern gwen (« épine blanche »), du fait de son bois clair, pour la différencier du spern du (« épine noire »), le prunellier ou Prunus spinosa, dont le bois est noir[réf. souhaitée].

## Description

### Appareil végétatif
L'Aubépine monogyne est un arbuste pouvant mesurer de 2 à 10 mètres de haut,, et pouvant vivre jusqu'à 500 ans. Des records à 662 ans (France) et à 1 700 ans (Mayenne) ont été rapportés. L'écorce jeune est lisse, d'un brun grisâtre ; l'écorce âgée est écailleuse, gris-brun, brun rosâtre ou noirâtre,. Les bourgeons sont ovoïdes, brun rougeâtres et mesurent jusqu'à 3 mm de long.
Plusieurs types de rameaux peuvent être distingués : des rameaux feuillés longs, des rameaux feuillés courts (brachyblastes), des rameaux courts non feuillés modifiés, formant des épines et des rameaux feuillés de longueur intermédiaire (une dizaine de centimètres) se terminant en épine.
Le feuillage est décidu. Les feuilles sont alternes, un peu coriaces, presque glabres à l'exception de petites touffes de poils à l'aisselle des nervures secondaires à la face inférieure. Le limbe est ovale ou obovale, à base atténuée ou cunéiforme, et mesure de 1,0 à 5,7 cm de long et de 0,8 à 6,0 cm de large. Les feuilles sont pourvues de 3 à 7 lobes dentés, à sinus atteignant ou dépassant la moitié de la largeur du limbe,. Le pétiole mesure jusqu'à 3 cm de long. La morphologie des feuilles est très variable sur une même plante (hétérophyllie) : elle varie entre les différents types de rameaux, et même en fonction de leur position (basale ou apicale) sur les rameaux courts.
Les stipules des rameaux florifères courts sont décidues, entières ou denticulées et mesurent de 3 à 16 mm de long. Celles des rameaux longs sont plus larges. Comme pour les feuilles, la morphologie des stipules varie en fonction du type de rameau.

### Appareil reproducteur
L'arbuste fleurit d'avril à juin. L'inflorescence est un corymbe lâche, odorant, porté par les rameaux feuillés courts. Elle mesure de 1,5 à 5,0 cm et comporte de 10 à 18 fleurs.
Les fleurs sont bisexuées, régulières et mesurent de 10 à 15 mm de diamètre. Le périanthe est composé de 5 sépales triangulaires et de 5 pétales généralement blancs (mais rarement roses ou rouges) mesurant de 3 à 7 mm de long et de 4 à 7 mm de large. L'androcée est composée de 20 étamines à filet blanchâtre et à anthères roses (mais brun jaunâtre après l'anthèse). Le gynécée est composé d'un carpelle à un stigmate capité, un style et un ovaire infère uniloculaire contenant deux ovules, dont l'un seulement peut se développer en graine.
Les fruits, appelés cenelles, arrivent à maturité entre septembre et octobre,. Ce sont en réalité des faux-fruits, constitués du réceptacle floral charnu et contenant le vrai fruit issu du développement de l'ovaire infère. Ils sont largement ovoïdes ou ellipsoïdes, d'un rouge brillant et mesurent de 6 à 11 mm de long et de 5 à 10 mm de diamètre. Ils sont couronnés par les restes persistants des sépales à leur apex. La chair des cenelles est jaunâtre et farineuse et contient généralement un seul noyau à une graine, mesurant de 6,5 à 7,5 mm de long et de 4 à 5 mm de large.

### Risques de confusion
Il est possible de confondre Crataegus monogyna avec Crataegus laevigata (Aubépine épineuse) ou bien encore avec l'Azérolier (Épine d'Espagne) Crataegus azarolus.
- Crataegus azarolus (Azérolier ou Épine d'Espagne) présent surtout en région méditerranéenne, avec des feuilles en forme de patte d'oie (entières à la base puis divisées en 3, parfois 5, lobes dentés). Petites fleurs regroupées en corymbes pourvues de 5 pétales, 20 étamines et 2  styles. Les fruits, cenelles appelées aussi azéroles (2 à 4 cm), sont comestibles avec une saveur légèrement acidulée et sont rouge vermillon ou jaunes avec 1 à 3 noyaux.

- Crataegus laevigata (Aubépine épineuse) se distingue par des rameaux étalés, une feuille presque entière (3 lobes peu prononcés au sommet) nettement en coin à la base. Sa fleur contient 2 ou 3 styles, son fruit trois noyaux.

Crataegus monogyna (Aubépine à un style), quant à elle, a des feuilles nettement et profondément lobées (3, 5 ou 7 lobes dentés) non nettement en coin à la base. Sa fleur contient un style, son fruit un seul noyau.
Ces deux dernières espèces s'hybrident très facilement pour donner des individus aux caractères intermédiaires que l'on nomme alors Crataegus ×media.

## Biologie

### Biochimie
Les feuilles, les fleurs et les fruits de l'Aubépine monogyne contiennent une diversité de flavonoïdes et des acides triterpéniques. Comme les autres espèces du genre Crataegus, elle ne synthétise pas les hétérosides cyanogènes amygdaline et prunasine, qui sont pourtant habituels chez les Rosacées. Comme chez d'autres membres de cette famille, les feuilles synthétisent du sorbitol, qui participe au transport des photosynthétats en plus du glucose, du fructose et du saccharose.
Les fruits sont riches en pectines, en carotène, en vitamine C et en vitamine B1. Les graines ne contiennent pas d'amidon mais stockent leur énergie sous forme de protéines et d'acides gras (principalement les acides oléique et linoléique).

## Distribution géographique

### Aire de répartition naturelle
L'Aubépine monogyne est répandue dans presque toute l'Europe jusqu'à une latitude d'environ 60°N, sur le littoral du Moyen-Orient et dans le nord du Maghreb.
En France métropolitaine, l'Aubépine monogyne est très commune sur presque tout le territoire jusqu'à 1 600 m, de l'étage méditerranéen à l'étage montagnard.
Elle est également présente dans toute la Suisse, sauf dans les Alpes en haute altitude.

### Aire d’introduction
En dehors de son aire d'indigénat, elle a été introduite en Amérique du Nord, en Argentine, en Afrique du Sud. Elle a également été introduite en Australie, où elle s'est naturalisée, ainsi qu'en Nouvelle-Zélande.

## Écologie

### Habitat
L'Aubépine monogyne est présente en climat tempéré froid à méditerranéen, humide à subhumide. C'est une espèce à large amplitude écologique : elle croit sur presque tous types de substrats géologiques, sur des sols à textures variées, assez secs à frais et dont le pH peut être aussi bien basique qu'acide (ou neutre), au soleil ou à mi-ombre.
Ses biotopes privilégiés incluent les haies, les lisières forestières, les forêts caducifoliées et les fruticées.

### Reproduction et dissémination
L'Aubépine monogyne se multiplie principalement par reproduction sexuée. Elle est pollinisée par les insectes (pollinisation entomogame), puis ses graines sont disséminées principalement par diverses espèces d'oiseaux, mais aussi dans une moindre mesure par des mammifères comme le Lapin variable, le Renard roux et la Chèvre domestique. Les fruits sont ingérés, puis la graine est rejetée intacte dans les selles (endozoochorie).

### Herbivores, maladies et parasites
Grâce à ses épines, l'Aubépine monogyne est peu attractive pour les grands herbivores qui lui préfèrent d'autres espèces. Elle peut néanmoins être affectée par l'herbivorie dans une certaine mesure. Elle est notamment consommée par le Cerf élaphe, et les plantules peuvent être consommées par le Lapin de garenne.
L'Aubépine monogyne peut être parasitée par le Gui, qui prélève ses nutriments et une partie de sa matière organique sur la plante hôte.
L'espèce est sensible au feu bactérien, maladie causée par la bactérie Erwinia amylovora.
Plusieurs espèces de chenilles se nourrissent de ses feuilles ou fleurs, dont:
- Abraxas grossulariata L. (la Zérène du Groseillier)
- Aporia crataegi L. (le Gazé)
- Allophyes oxyacanthae L. (la Noctuelle de l'aubépine)
- Cilix glaucata Scopoli (la Petite Épine)
- Eriogaster lanestris L. (le Bombyx laineux)
- Euproctis similis Fluessly, (le cul doré)
- Gastropacha quercifolia L. (la Feuille morte du Chêne)
- Gymnoscelis rufifasciata Haworth (l'Eupithécie à bandes rousses)
- Noctua fimbriata Schreber (la Frangée)
- Noctua janthina Denis et Sciffhermüller (le Casque)
- Nola cucullatella L. (la Nole-capuchon)
- Opisthograptis luteolata L. (la Citronnelle rouillée)
- Peribatodes rhomboïdaria Denis et Sciffhermüller (la Boarmie rhomboïdale)
- Theria primaria Haworth (la Phalène-isard)
- Xestia triamgulum Hufnagel (la Noctuelle sigma)

### Bénéfices pour la faune
En tant qu'élément important des haies, l'Aubépine monogyne rend de nombreux services à la faune sauvage : elle fournit un abri pour la nidification des oiseaux ; elle constitue une source de nourriture importante pour plus d'une centaine d'espèces d'insectes ; et elle procure, par ses fruits, une source de nourriture persistant pendant l'hiver pour plusieurs espèces d'oiseaux.

## Usages et propriétés
L'Aubépine monogyne est utilisée pour la constitution de haies vives,.
L'espèce est utilisée comme porte-greffe traditionnel des Pommiers, des Néfliers, des Poiriers et des Cognassiers,. Cependant, en raison de sa sensibilité au Feu bactérien c'est interdit.
Des cultivars de C. monogyna, 'Inermis' et 'Stricta', sont proposés comme plantes ornementales.

### Bois
Le bois de l'aubépine monogyne est dur et dense, blanc, parfois teinté de brun rougeâtre. Il ressemble beaucoup à celui de l'Alisier blanc et présente des taches médullaires. Il était autrefois utilisé pour les pièces mécaniques (bois très résistant aux frottements), en petite menuiserie et en tournerie (robinets de tonneaux). C'est un bon combustible.

### Comestibilité
Les cenelles sont réputées comestibles, bien que fades, farineuses et astringentes. Elles contiennent principalement des glucides et des fibres, mais également des saponines qui leur confèrent une faible toxicité en trop fortes quantités.
Les pétales et les très jeunes feuilles peuvent être consommées crues en salade.

### Usages médicinaux
Voir Aubépine (volet médicinal)

## Galerie

Fleurs de Crataegus monogyna
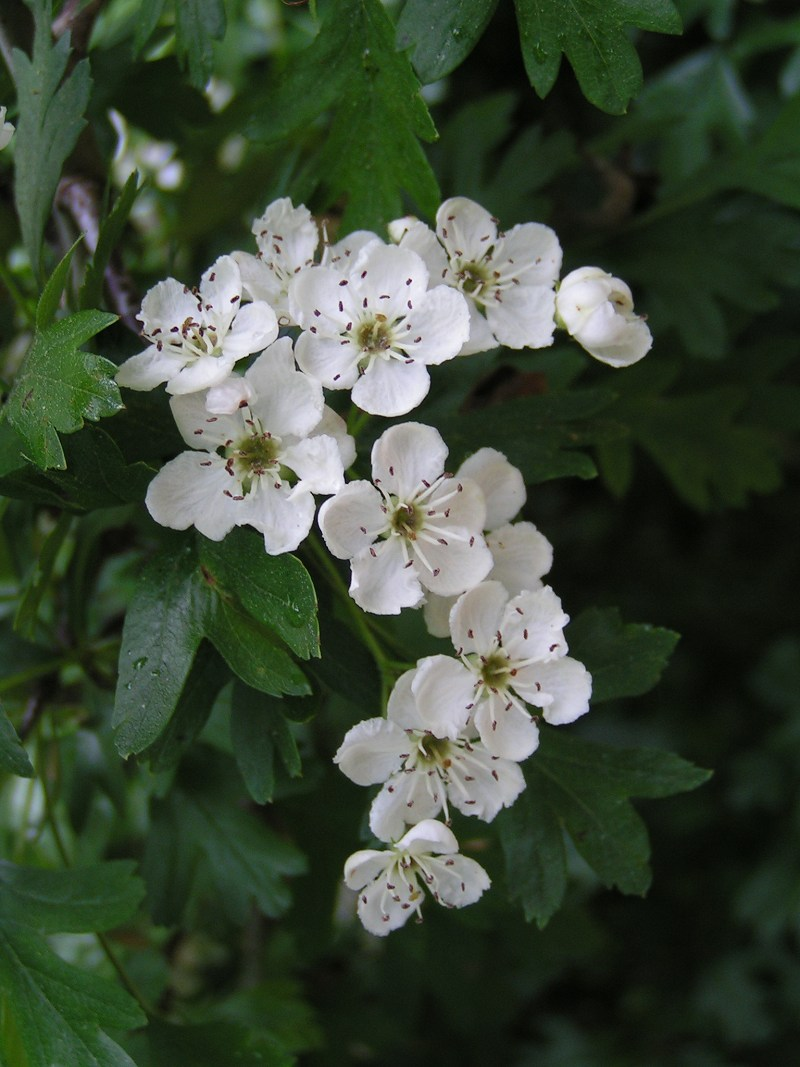
Fleurs.
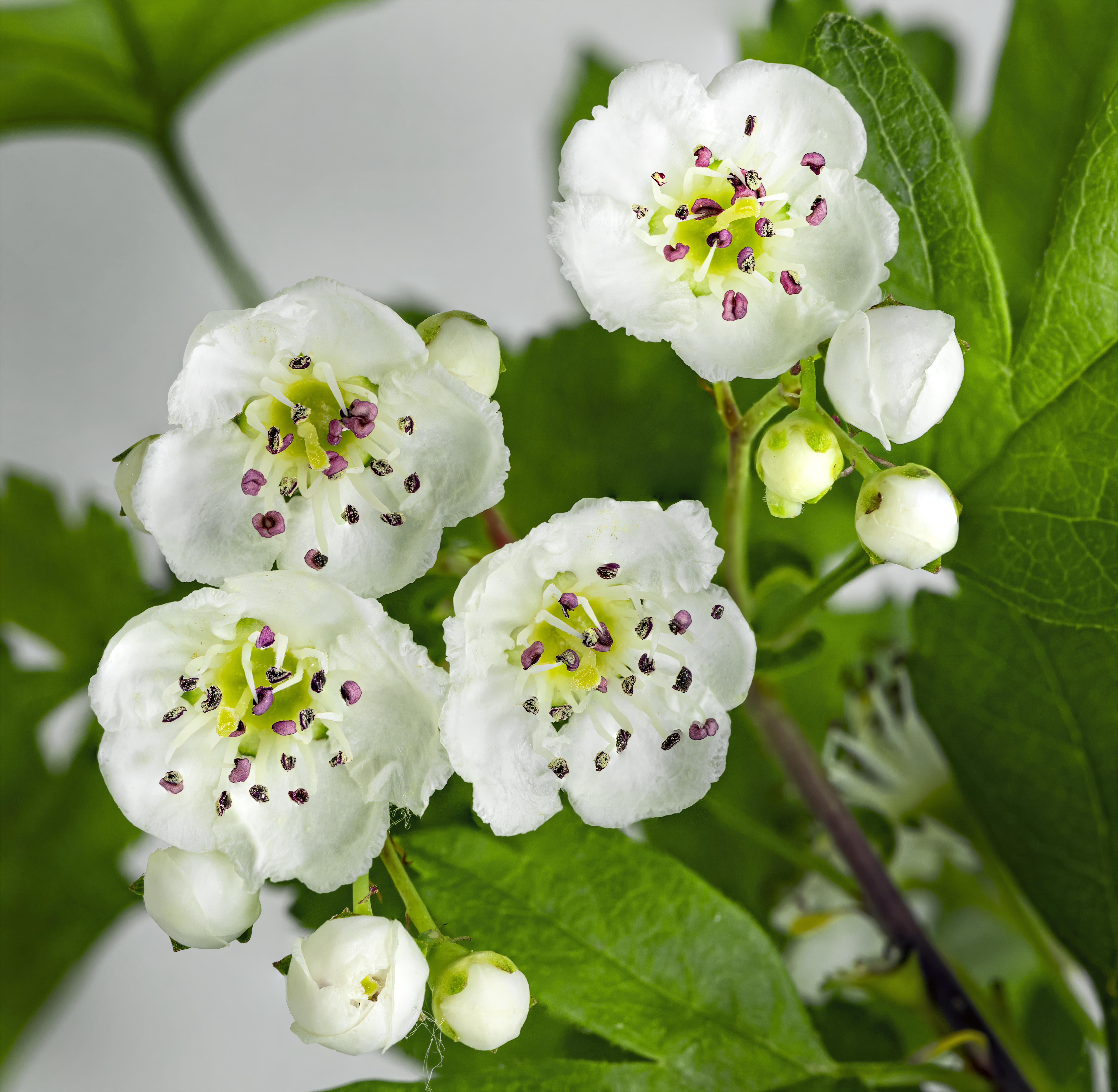
Fleurs.
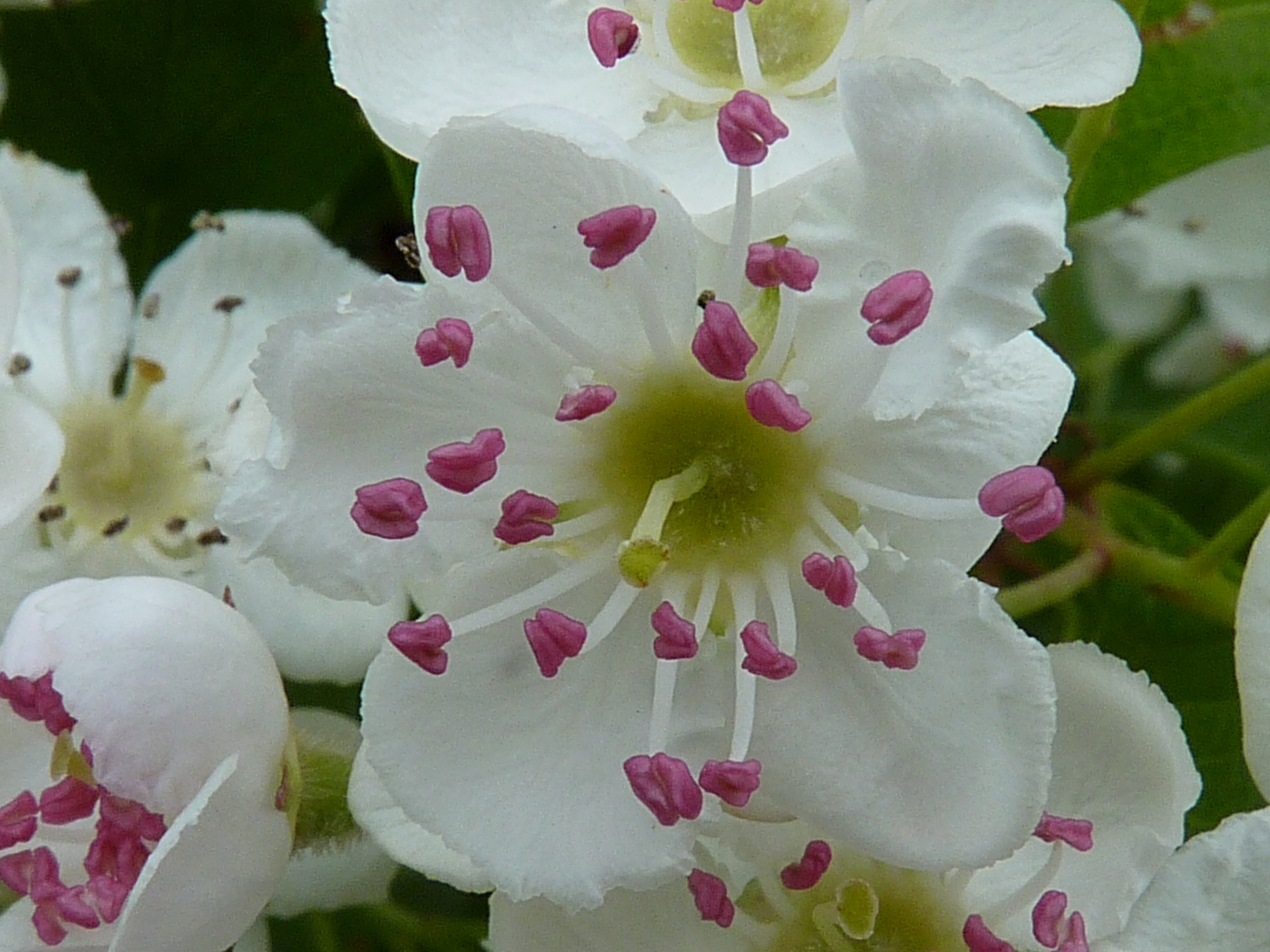
Fleur.
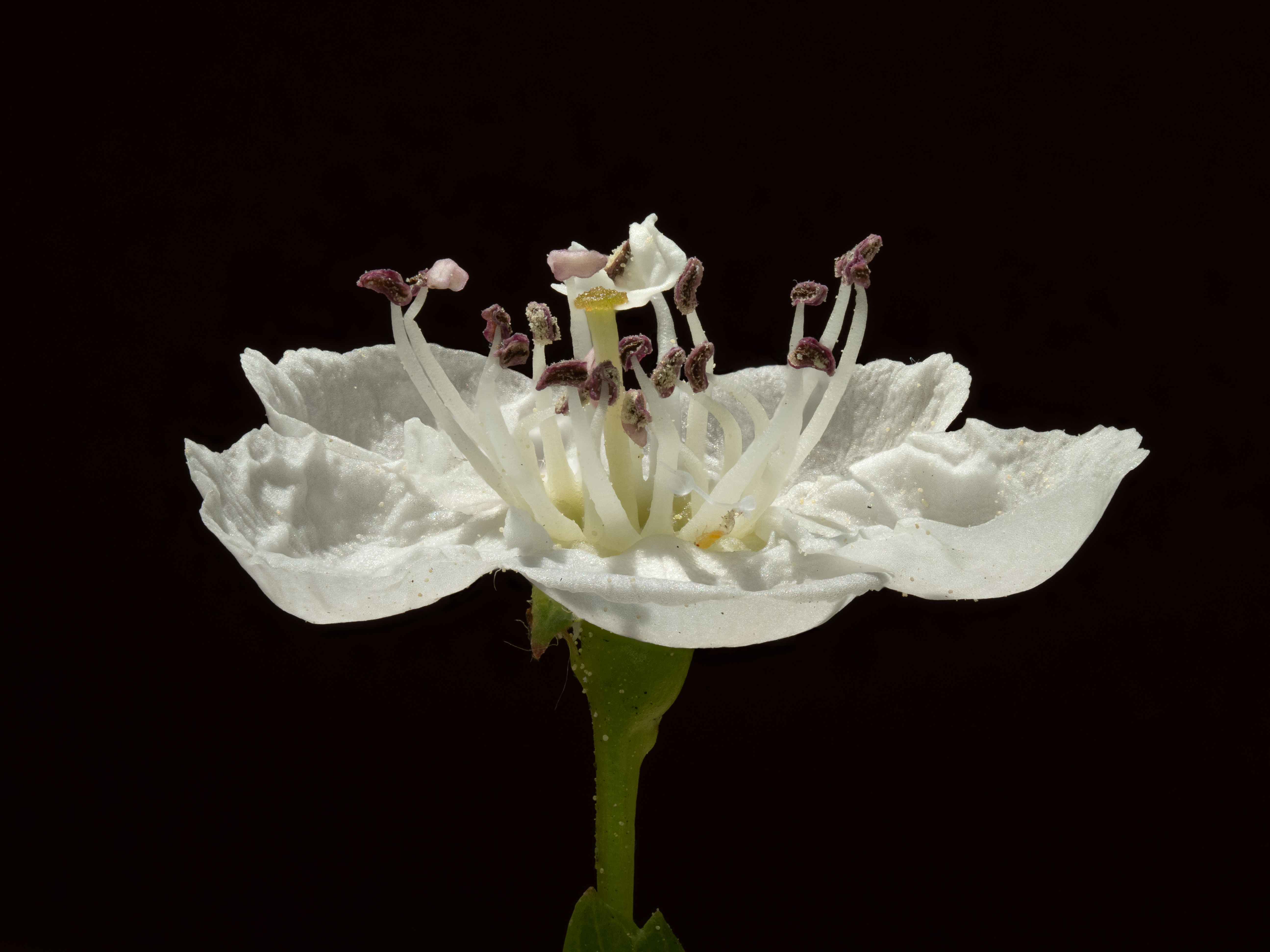
Fleur.

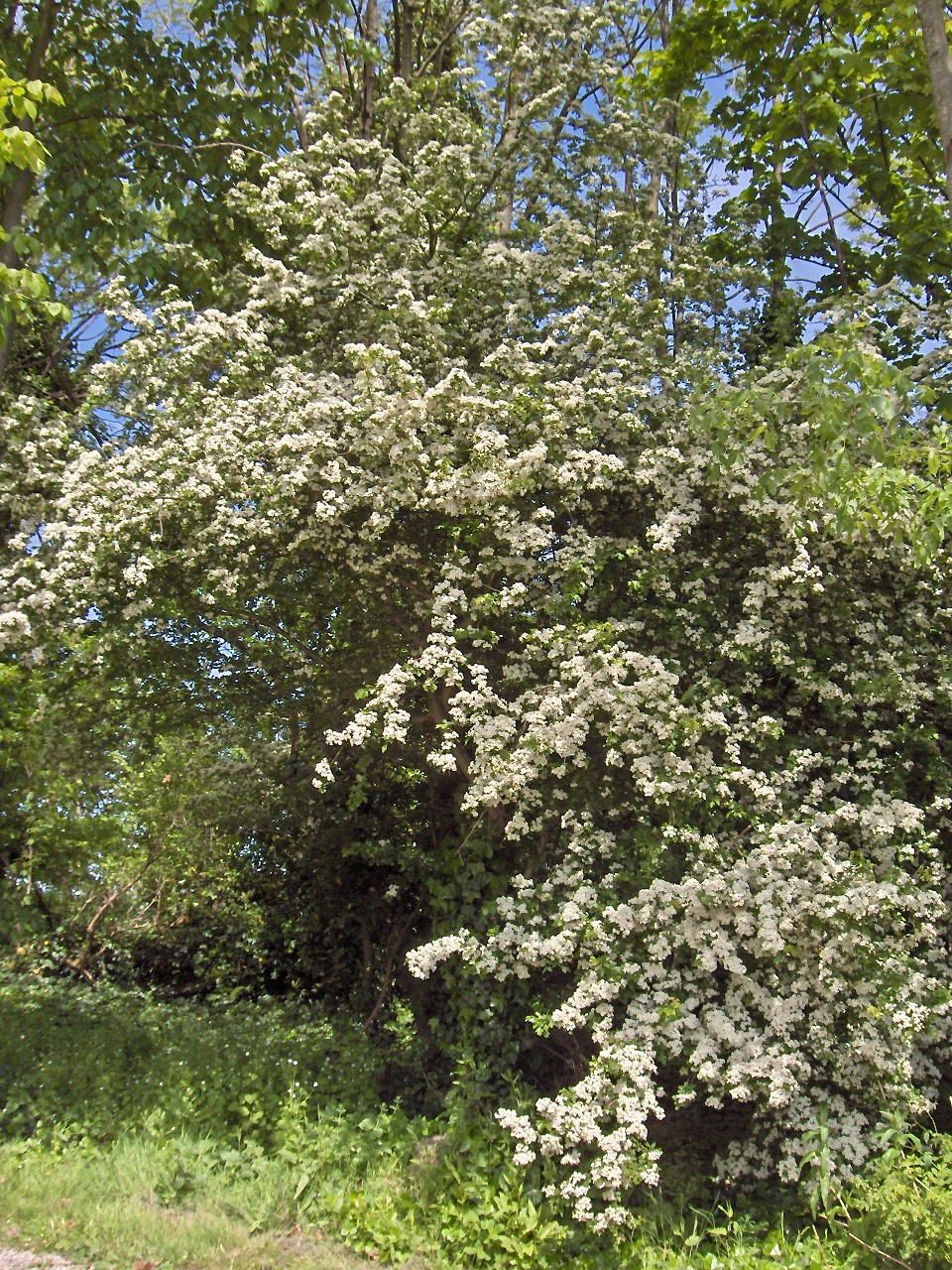
Aubépine monogyne en fleurs.
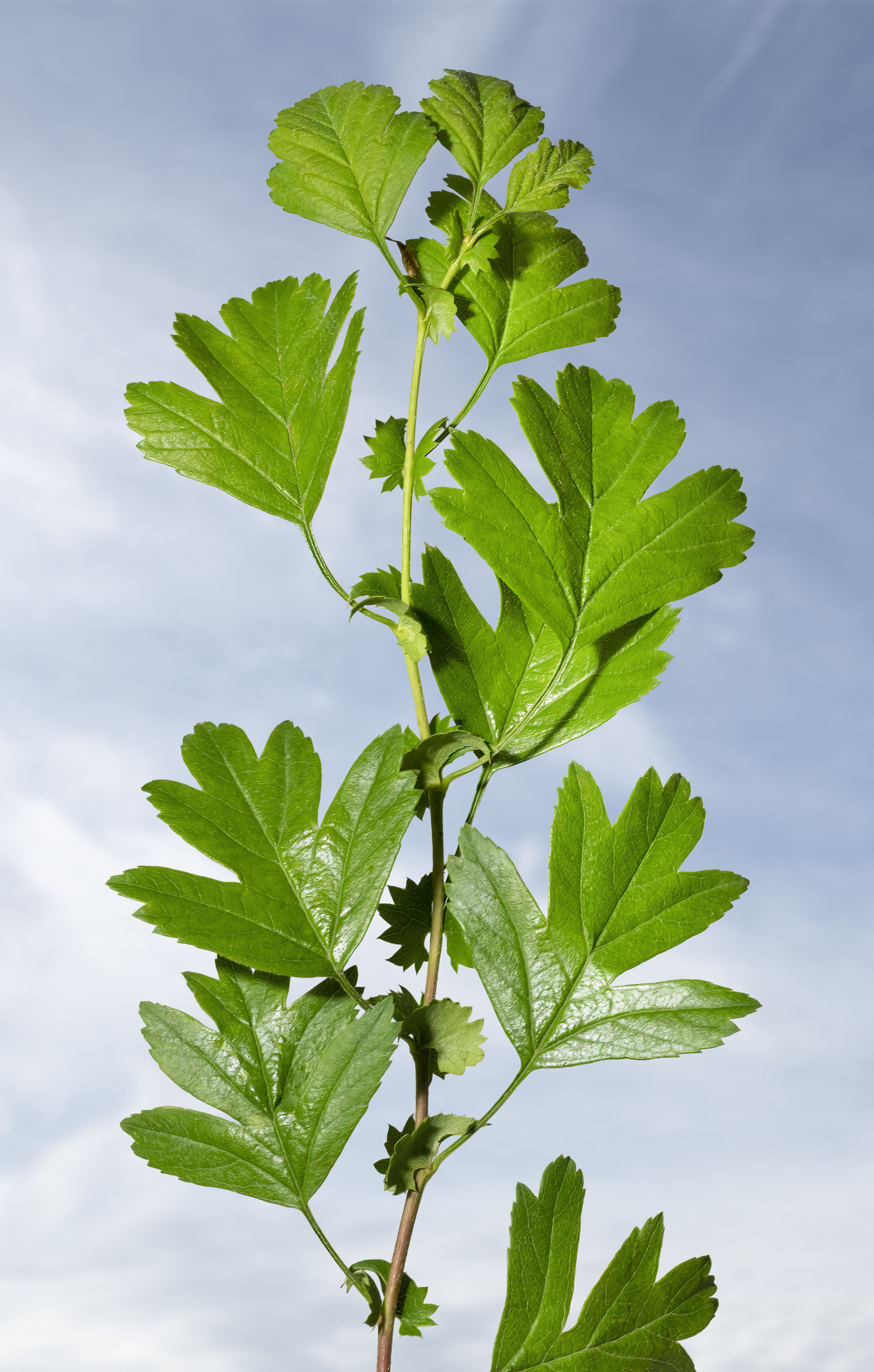
Feuilles et stipules.
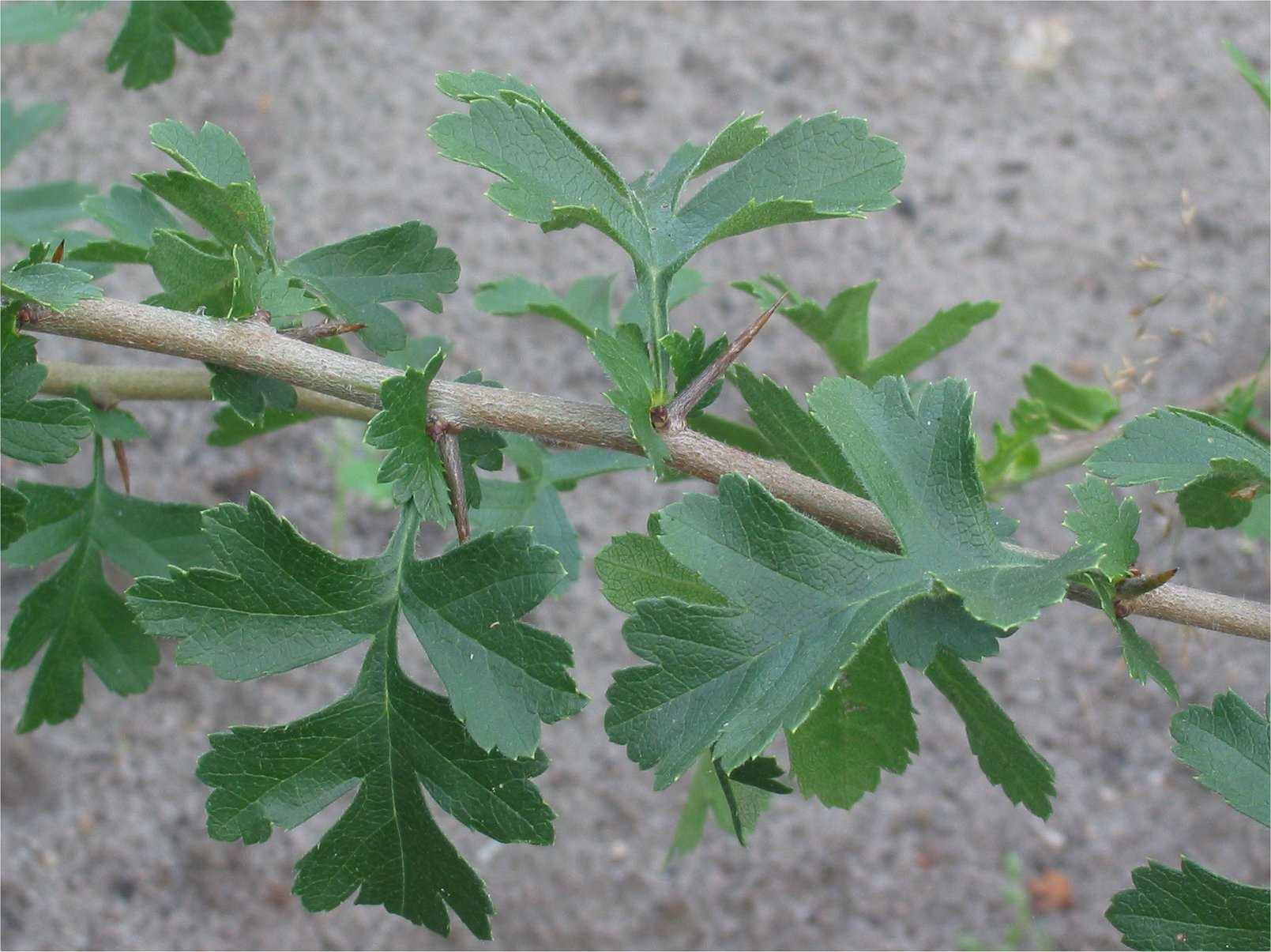
Branche avec ses épines.
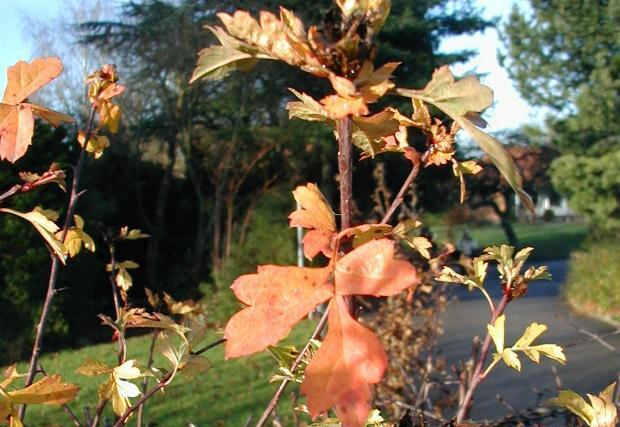
Feuilles en automne.
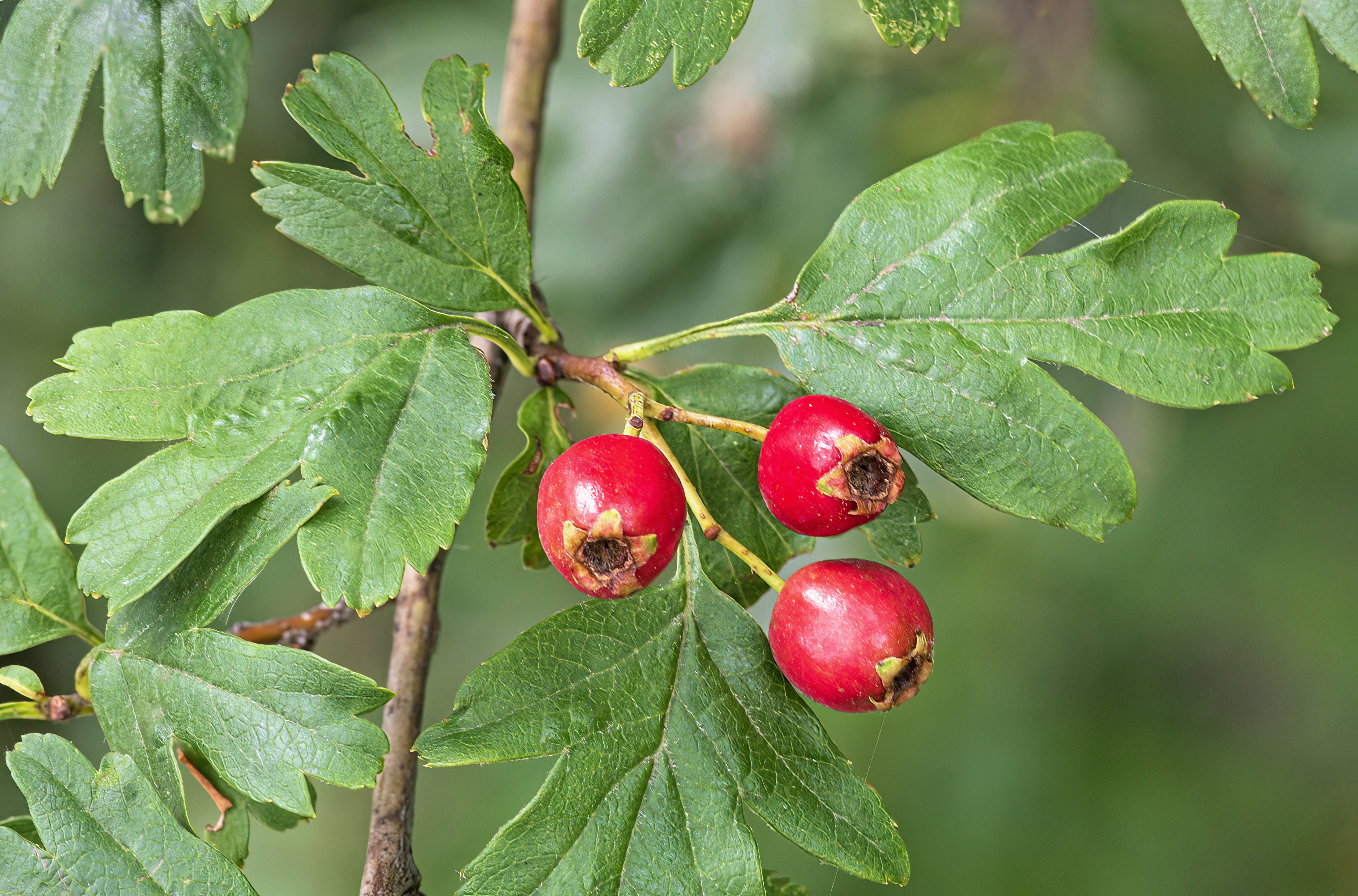
Fruits.
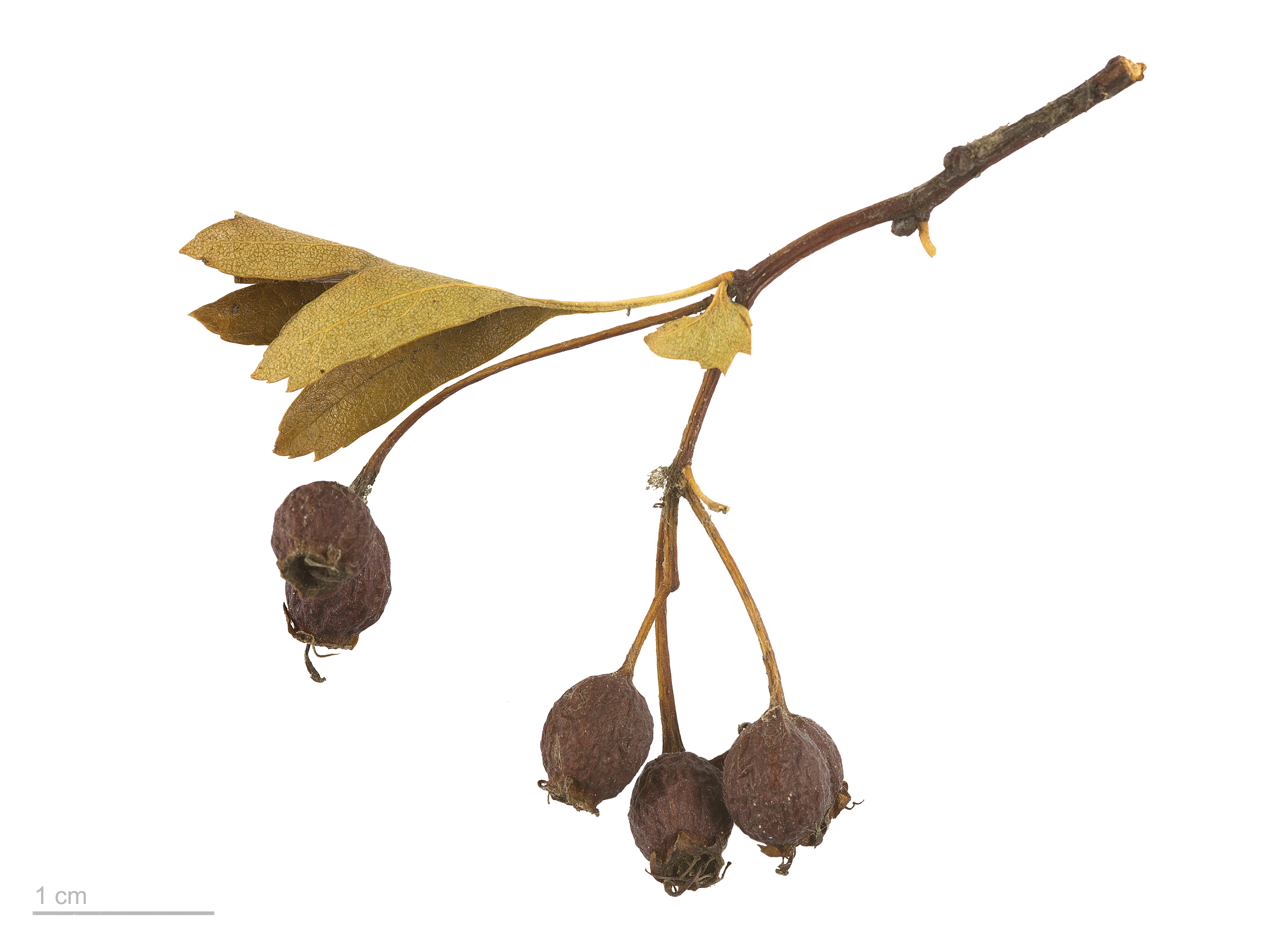
Fruits secs.